# Karl Roeder (Journalist)
Karl Roeder (* 18. November 1890 in Bayreuth; † 8. April 1975 in Hof (Saale)) war ein deutscher Journalist und Schriftsteller.

## Leben
Karl, der ein Sohn des Redakteurs Max und seiner Ehefrau Lina Roeder geb. Jungkunst war, studierte nach dem Besuch des Humanistischen Gymnasiums Bayreuth  Nationalökonomie in München und in Freiburg. Während seines Studiums wurde er 1910 Mitglied der Burschenschaft Danubia München. Im Ersten Weltkrieg diente er bei den Reserve-Infanterie-Regimentern Nr. 2 und Nr. 16 in München sowie beim Reserve-Infanterie-Regiment Nr. 14 in Grafenwöhr, zuletzt im Rang eines Oberleutnants.
Nach dem Krieg wurde er Redakteur und später Hauptschriftleiter beim Eisleber Tageblatt. 1920 zog er nach Hof, wo er von 1925 bis 1943 als Hauptschriftleiter beim Hofer Anzeiger tätig war, in dem er zahlreiche Leitartikel verfasste. In Hof war er Mitglied der Freimaurerloge Zum Morgenstern, deren Meister vom Stuhl er von 1948 bis 1958 war. In seinem Entnazifizierungsverfahren wurde er als entlastet (Gruppe V) eingestuft.

## Familie
Karl Roeder hatte mit seiner Ehefrau Anna geb. Schrüfer ein gemeinsames Kind.

## Ehrungen
- 1917: Eisernes Kreuz 1. Klasse

## Veröffentlichungen (Auswahl)
- 125 Jahre „Hofer Anzeiger“ ein Stück historischer und grundsätzlicher Besinnlichkeit. In: Hofer Anzeiger, Generalanzeiger für Oberfranken (Jubiläums-Ausgabe, Hof 1926), Nr. 346 v. 18. Dezember Beilage.
- Die Sach werd aus: Taten und Meinungen der Frau Pensel. 2. Auflage, Kulmbach 1937.
- Weltpolertik: Eingriffe und Erlebnisse des Herrn Johann gen. Friedrich Quetschenendner. Hof 1943.
- Hofer Spaziergänge. Band 1, Hof 1973.
- Hofer Spaziergänge. Band 2, Hof 1978.